# Begonia sandalifolia
Espèce
Begonia sandalifolia est une espèce de plantes de la famille des Begoniaceae.
L'espèce fait partie de la section Platycentrum.
Elle a été décrite en 1879 par Charles Baron Clarke (1832-1906).

## Répartition géographique
Cette espèce est originaire du pays suivant : Myanmar.